# Shire of Murray
Shire of Murray is een Local Government Area (LGA) in de regio Peel in West-Australië. Shire of Murray telde 18.068 inwoners in 2021. De hoofdplaats is Pinjarra.

## Geschiedenis
Op 10 februari 1887 werd het 'Murray Road District' opgericht.
Ten gevolge de 'Local Government Act' van 1960 veranderde het district van naam en werd op 23 juni 1961 de 'Shire of Murray'.

## Beschrijving
Shire of Murray is een district in de regio Peel, 85 kilometer ten zuiden van de West-Australische hoofdstad Perth en 20 kilometer ten oosten van de kuststad Mandurah.
Het district heeft een oppervlakte van 1.800 vierkante kilometer. Er ligt 750 kilometer autoweg, 90 kilometer wandelpad en 45 kilometer waterweg. De Kwinana Freeway, Forrest Highway, South Western Highway en de South Western Railway lopen door het district.
De belangrijkste economische sectoren zijn de landbouw, industrie en de mijnbouw.

## Plaatsen, dorpen en lokaliteiten
| - Banksiadale - Barragup - Blythewood - Birchmont - Carcoola - Chadoora - Coolup - Dwellingup - Etmilyn - Fairbridge - Furnissdale | - Holyoake - Inglehope - Keralup - Kooljerrenup - Marrinup - Meelon - Myara - Nambeelup - Nirimba - North Dandalup - North Yunderup | - Oakley - Pinjarra - Point Grey - Ravenswood - Solus - South Yunderup - Stake Hill - Teesdale - West Coolup - West Pinjarra - Whittaker |

## Bevolking
| Jaar | Bevolkingsaantal |
| ---- | ---------------- |
| 1911 | 2.199            |
| 1921 | 3.400            |
| 1933 | 4.060            |
| 1947 | 4.118            |
| 1954 | 3.897*           |
| 1961 | 3.592            |
| 1966 | 3.329            |
| 1971 | 4.061            |
| 1976 | 5.035            |
| 1981 | 6.306            |
| 1986 | 6.634            |
| 1991 | 8.157            |
| 1996 | 9.144            |
| 2001 | 10.035           |
| 2006 | 11.969           |
| 2011 | 14.149           |
| 2016 | 16.698           |
| 2021 | 18.068           |

- Mandurah telde ten tijde van de volkstelling van 1954, nadat het van het district werd afgescheiden, 1.786 inwoners.*